# Ladybird (navigator web)
Ladybird este un navigator web cu sursă deschisă dezvoltat de o organizație non-profit dedicată îmbunătățirii navigatorului. Este licențiat conform licenței BSD. O lansare alfa a programului este planificată pentru 2026, cu o lansare beta în 2027 și o lansare stabilă pentru publicul larg în 2028. Inițial o componentă a sistemului de operare, SerenityOS, Ladybird este acum dezvoltat ca proiect independent.

## Funcții
Ladybird folosește un nou motor de radare numit LibWeb, creat de la zero. Este planificată o funcție de blocare a reclamelor.

## Istorie
Proiectul a fost dezvoltat inițial de comunitatea SerenityOS folosind modulele sale interne care implementau caracteristici specifice (cu nume autodescriptive prefixate cu „Lib”, cum ar fi LibWeb, LibHTTP, LibJS sau LibWasm). În 2024, Andreas Kling, fondatorul proiectului, a anunțat că LadyBird va deveni un proiect independent, cu priorități diferite față de SerenityOS.